# Skalický hájik
Skalický hájik je geomorfologický podcelek Chvojnické pahorkatiny.

## Vymezení
Podcelek leží v severní části Chvojnické pahorkatiny, západně od Skalice. Na severu, západě i jihu navazuje Chvojnická pahorkatina s podcelkem Unínska pahorkatina, východním směrem se zvedají Bílé Karpaty a jejich podcelek Žalostinská vrchovina. 

## chráněná území
Východní okraj území zasahuje do CHKO Bílé Karpaty, z maloplošných chráněných území zde leží přírodní rezervace Veterník. 

## Turismus
Tato část Chvojnická pahorkatiny patří mezi turisticky nejatraktivnější. Je zde vybudováno několik značených stezek a oblíbeným cílem turistů je Zlatnícka dolina.